# Электромеханическая диссоциация
Электромеханическая диссоциация — отсутствие механической активности сердца при наличии электрической (то есть присутствует ЭКГ на мониторе, при клинической картине остановки кровообращения). Прогноз часто плохой.
Причины ЭМД — гиповолемия, гипоксия, ацидоз, тяжелая гиперкалиемия, гипотермия, массивная тромбоэмболия легочной артерии, клапанный пневмоторакс, тампонада сердца, передозировка некоторых лекарственных препаратов, или недопустимое их сочетание (например, внутривенное введение β-блокаторов и антагонистов кальция).
Часто ЭМД наблюдается после поздно выполненной электроимпульсной терапии при фибрилляции или трепетании желудочков в силу истощения энергетических запасов миокарда (при фибрилляции желудочков расход энергии в миокарде даже больше, чем при нормальной работе сердца).